# Krebsbach (Katzenbach)
Der Krebsbach ist ein Bach im mittleren Baden-Württemberg mit durchweg etwa nordwestlicher Laufrichtung, der auf seinem Namensabschnitt über 6 km lang ist und zusammen mit seinem dominierenden rechten Oberlauf Mühlbach zusammen über 11 km. Er mündet westlich des Dorfes Dettingen der Stadt Rottenburg am Neckar im Landkreis Tübingen von links in den Katzenbach, dessen größter Zufluss er ist. Er durchquert zuvor das große Waldgebiet Rammert, sein Wiesental darin wird Schellentäle oder Hemmendorfer Tal genannt.

## Geographie

### Oberlauf Mühlbach
Der Mühlbach entspringt auf etwa 530 m ü. NHN ungefähr einen halben Kilometer östlich des Dorfes Sickingen der Stadt Hechingen neben der von dort an den Südostrand von Bodelshausen laufenden K 7106 (ab Kreisgrenze K 6932). Begleitet von der Straße rechts und sich verdichtendem Bewuchs am Ufer läuft der Bach in einer flachen, feuchten Mulde nordostwärts und überschreitet nach einem guten halben Kilometer die Gemeindegrenze zu Bodelshausen, an dessen südöstlichem Siedlungssaum entlang er auf den restlichen wenigen hundert Metern bis etwa zu seinem ersten Laufkilometern seine Richtung bis zur Mündung in den Butzensee beibehält.
Aus dem See fließt er etwa westwärts aus und läuft dann in und am Rande von Bodelshausen, das sich nach dieser Seite stark ausgebreitet hat, meist verdolt in insgesamt etwa nordwestlicher Richtung auf den alten Ortskern zu, nach dem er bald das andere Ortsende erreicht. Dabei münden von links vier Zuflüsse in ihn, deren letzte zwei, der Ghaibach und der Höllbach, etwa anderthalb bzw. zweieinhalb Kilometer Länge haben. Nach dem Dorf setzt er seinen Lauf in sich nun stärker eintiefender Talmulde in derselben nordwestlichen Richtung bis an den Rand des Waldgebietes Rammert fort, in dessen südwestlichen Teil Rauher Rammert er dann westnordwestwärts eintritt. Nach einem letzten guten halben Kilometer, zuletzt an der Kläranlage von Bodelshausen vorbei, läuft er 4,9 km unterhalb seiner Quelle mit dem viel kleinerem linken Krebsbach-Oberlauf Riedbach auf etwa 447 m ü. NHN zum Krebsbach zusammen. Der Mühlbach hat ein etwa 7,5 km² großes Einzugsgebiet.

### Oberlauf Riedbach

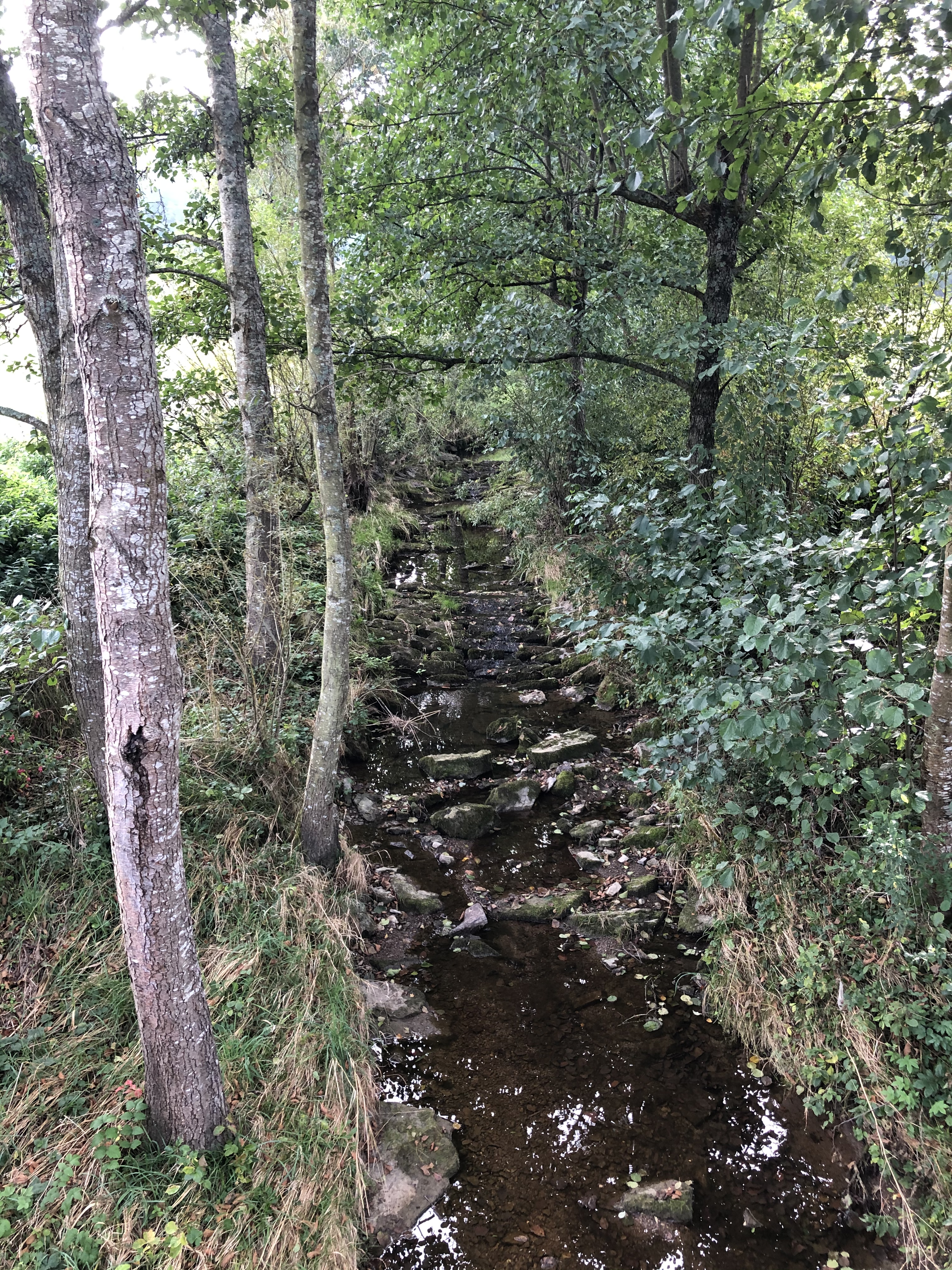
Oberlauf Mühlbach unterhalb Bodelshausen

Der Riedbach verläuft zur Gänze im Wald des Rauhen Rammerts. Er entspringt auf etwa 538 m ü. NHN am Nordabfall des Langenharts recht nahe am Waldrand zur Flur um den südöstlich gelegenen Bodelshausener Weiler Oberhausen und läuft etwas gewunden auf etwa 1,4 km insgesamt nordwestwärts bis zu seinem Zusammenfluss mit dem Mühlbach und hat ein nur etwa 0,8 km² großes Einzugsgebiet, das überwiegend auch im Wald liegt.

### Verlauf
Der Krebsbach setzt die an seinem Zusammenfluss westnordwestliche Laufrichtung seines größeren Oberlaufs Mühlbach fort. Er passiert in zunächst noch engen, von ihm in kleinen Wiesenmäandern durchflossener Aue eine Gruppe von Seen am linken Ufer und nimmt ein paar kleine Zuflüsse von links und rechts auf. Dann verbreitert sich die Aue stark und er fließt in begradigtem Lauf mit nach Abwendung vom Waldrand nur sporadischem Baumbewuchs am Ufer. Die größeren folgenden Zuflüsse aus dem Wald, der Zimnerbach mit fast zweieinhalb Kilometern, der Holzwiesenbach mit nicht ganz zwei Kilometern und der Harbach mit drei Viertelskilometern Länge, kommen dann alle von rechts.

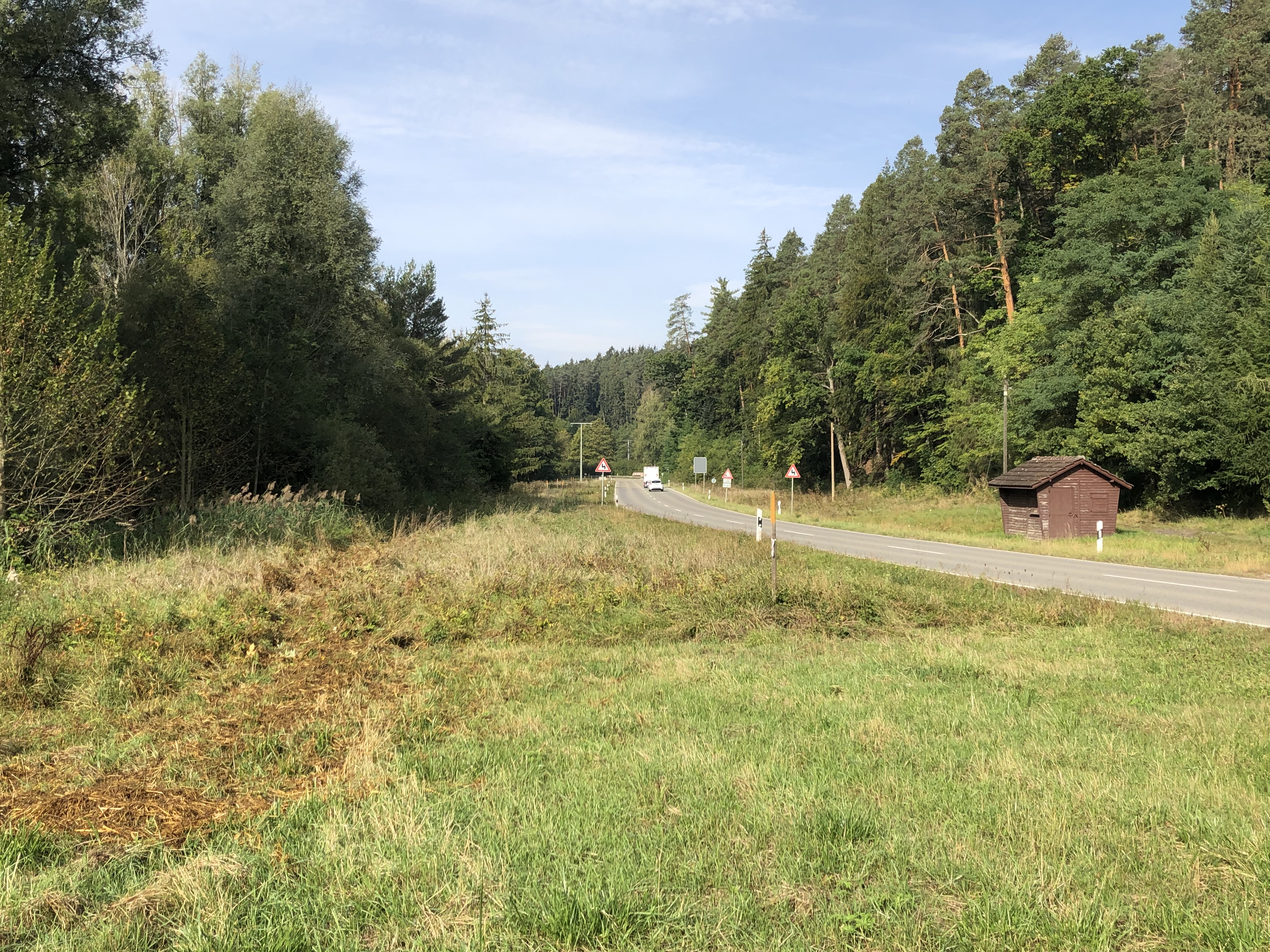
Eingang ins Schellentäle

Etwa am Zulauf des letzten endet auch sein Auental im Rammert, die Waldberge rechts und links fallen zu einer Flurebene ab. Er durchzieht ein erst Anfang der 2010er Jahre angelegtes, gewöhnlich wasserloses Rückhaltebecken und läuft nun nordwestlich auf das Dorf Hemmendorf der Stadt Rottenburg am Neckar zu. Der einzige noch folgende größere Zufluss, der eindreiviertel Kilometer lange und ebenfalls linke Weiherbach, mündet im südlichen Weichbild des Dorfes, entsteht nahe Hirrlingen und verläuft recht flach und erstmals wieder auf ganzer Strecke in offener Flur.

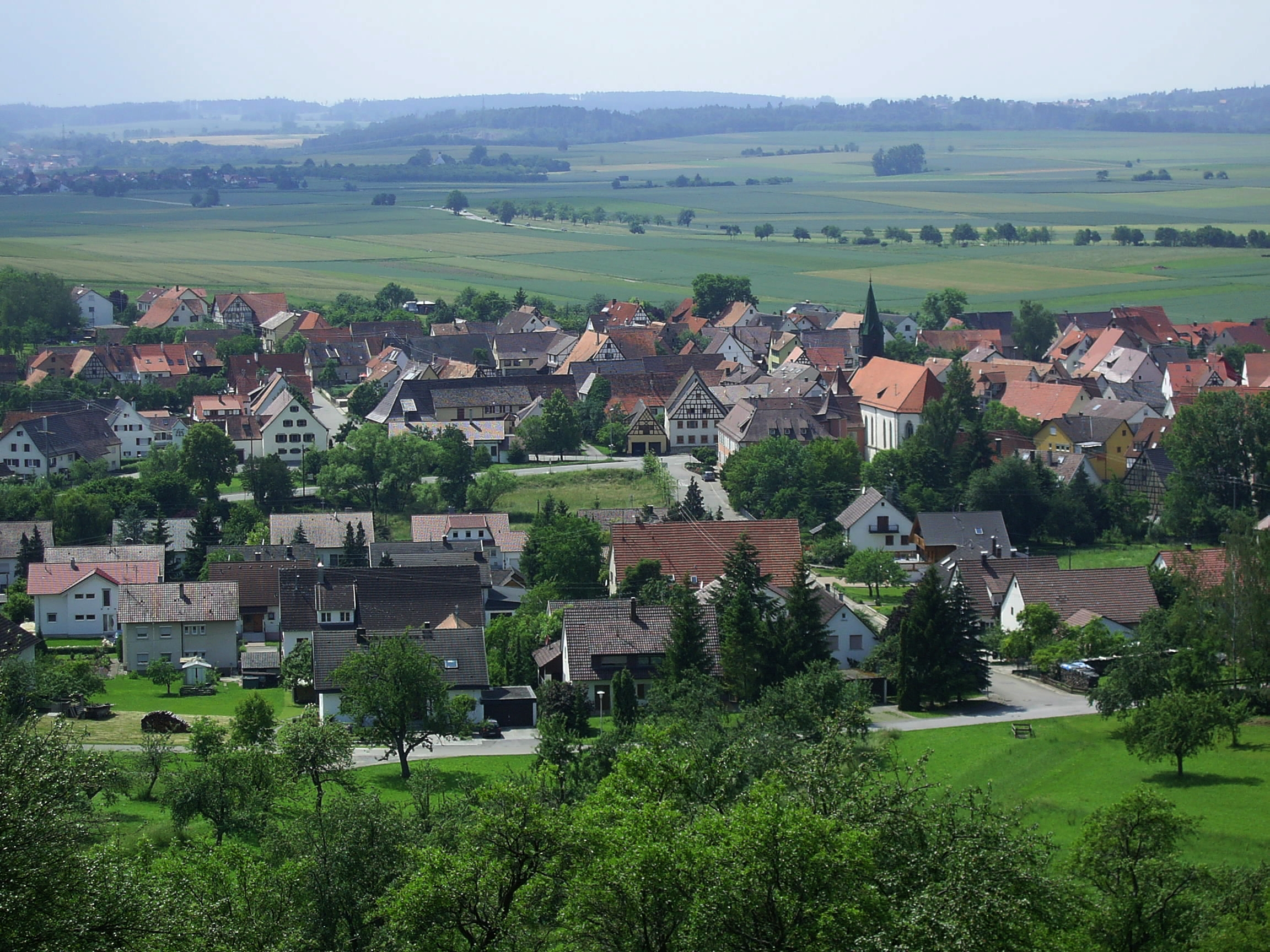
Unter der von links nach rechts vor der Dorfkirche das Bild durchziehenden Gehölzreihe läuft der Krebsbach durch Hemmendorf

Nach Durchqueren von Hemmendorf gibt es Weidengebüsch am Ufer, das aber bald aussetzt. Danach knickt der Krebsbach vor der 466,5 m ü. NHN hohen einzelnen Waldkuppe Eichenberg der Ebene auf nördlichen Lauf. Er läuft nun wieder in einer Talmulde, die erst einen halben Kilometer vor der Mündung zu einer halben Talschlinge nach links ansetzt. In dieser hat der Bach teils felsiges Ufer aus Muschelkalk.
Der Krebsbach mündet an deren Ende auf etwa 405 m ü. NHN etwa 6,5 km unterhalb seines Zusammenflusses im Rammert und etwa 11,4 km unterhalb der Quelle seines großen Oberlaufes Mühlbach von links und zuletzt Süden in den hier von Osten kommenden und zuletzt kurz Aischbach genannten Katzenbach, der danach nördlich weiterfließt. Der Krebsbach ist der mit Abstand größte Zufluss des Katzenbachs. Sein Einzugsgebiet übertrifft das des Katzenbachs bis zum Zufluss merklich.
Der Krebsbach mündet etwa 125 Höhenmeter unterhalb der Quelle des Mühlbachs und hat mit diesem zusammen ein mittleres Sohlgefälle von etwa 11 ‰.

### Einzugsgebiet
Der Krebsbach hat ein 23,3 km² großes Einzugsgebiet, das sich von einer 535,9 m ü. NHN hohen Flurkuppe bei den Höfen Butzenwasen von Hechingen, die ungefähr einen Kilometer östlich des Mühlbach-Ursprungs liegt, etwa achteinhalb Kilometer weit nach Nordwesten bis zur Mündung erstreckt. Quer dazu erreicht es eine Breite von maximal vier Kilometern. Es hat Anteil an drei Naturräumen; das obere Einzugsgebiet im Südosten im Bodelshausen gehört zum Unterraum Die Steinlach des Mittleren Albvorlandes, das mittlere liegt im fast ganz waldbestandenen Unterraum Rammert von Schönbuch und Glemswald, das mündungsnahe nordwestliche ist Teil des Unterraums Eyach-Gäuplatten der Oberen Gäue, einer wieder überwiegend offenen Landschaft. Der höchste Punkt liegt nahe der Südgrenze am Westrand von Hechingen-Bechtoldsweiler und erreicht 535,9 m ü. NHN.
Reihum grenzen die Einzugsgebiet der folgenden Nachbargewässer an:
- Jenseits der gesamten nordöstlichen Wasserscheide fließen linke Nebenbäche zum dem Mühlbach-Krebsbach-Strang hier fast parallel laufenden Strang aus dessen Hauptoberlauf Beurenbach und dem Katzenbach, in welchen der Krebsbach mündet;
- auf einem nur kurzen Stück östlicher Wasserscheide führt der Tannbach den Abfluss der anderen Seite zur Steinlach;
- hinter der südwestlichen und zuletzt westlichen Wasserscheide fließen Bäche von rechts zur Starzel.

Beide großen Nachbargewässer sind wie auch der Katzenbach Zuflüsse des oberen Neckars.
Am Mühlbach liegt allein das namengebende Dorf der Gemeinde Bodelshausen, am Krebsbach selbst nur das Dorf Hemmendorf der Stadt Rottenburg am Neckar. Daneben liegen im oberen Einzugsgebiet noch Teile der zur Stadt Hechingen gehörenden Dörfer Sickingen und Bechtoldsweiler am Südrand, zur Gänze der Bodelshausener Weiler Oberhausen und dessen Aussiedlerhof Birkenhof. Das mittlere Einzugsgebiet im Rammert ist völlig siedlungsfrei, im unteren gibt es außer Hemmendorf keinen weiteren Ort. Außer den schon genannten Kommunen hat auch noch die Gemeinde Hirrlingen Anteil am Einzugsgebiet, einen großen im Rammert, einen kleineren auf den Eyach-Gäuplatten, der erst mündungsnah bis ans Westufer des Krebsbachs reicht. Bis auf Hechingen im Zollernalbkreis gehören alle Kommunen zum Landkreis Tübingen.

### Zuflüsse und Seen

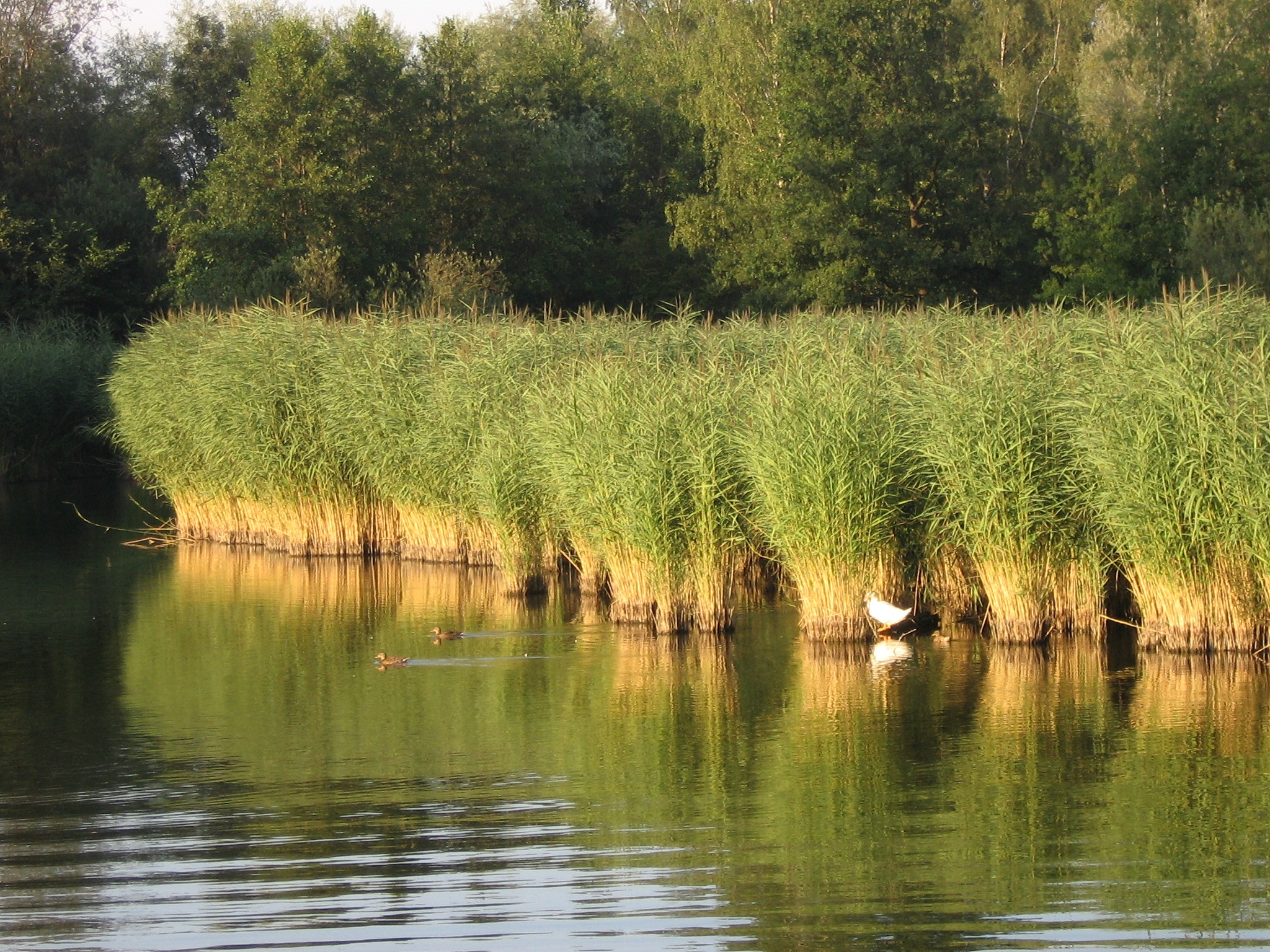
Am Südostrand von Bodelshausen durchfließt der Mühlbach den Butzensee

Liste der Zuflüsse und  Seen von der Quelle zur Mündung. Gewässerlänge, Seefläche, Einzugsgebiet und Höhe nach den entsprechenden Layern auf der Onlinekarte der LUBW. Andere Quellen für die Angaben sind vermerkt.
Auswahl.
Ursprung des Krebsbachs auf etwa 447 m ü. NHN nach der Kläranlage von Bodelshausen kurz vor einer Weiherkette in der noch schmalen Gewässeraue im beginnenden Rammert aus dem Zusammenfluss seiner zwei Oberläufe.
- Mühlbach, rechter und südöstlicher Oberlauf, 4,9 km und ca. 7,5 km².[LUBW 8] Entsteht auf etwa 530 m ü. NHN östlich von Hechingen-Sickingen an der K 7106 nach Bodelshausen. Der Mühlbach fließt zunächst nordöstlich.

- -  Durchfließt auf etwa 501 m ü. NHN den Butzensee am östlichen Siedlungsrand von Bodelshausen, 0,9 ha.
Danach fließt der Mühlbach nach Nordwesten, bis zum unteren Ortsrand von Bodelshausen verdolt, und nimmt darin zwei namenlose, ebenfalls verdolte linke Zuflüsse aus dem Ortsbereich auf.
  - Ghaibach, von links und Südwesten auf etwa 480 m ü. NHN nahe dem unteren Ende der Goethestraße, 1,5 km und ca. 0,3 km².[LUBW 9] Entsteht auf etwa 512 m ü. NHN im Gewerbegebiet um die Höfelstraße. Überwiegend oder ganz verdolt.
    -  Passiert auf etwa 495 m ü. NHN zwei Teiche links am Lauf an der Marc-Cain-Allee, ca. 0,1 ha[LUBW 10] und 0,1 ha.

  - Höllbach, von links und Westsüdwesten auf über 470 m ü. NHN zuallerletzt verdolt am Burghof von Bodelshausen, 2,4 km und 1,3 km². Entsteht auf etwa 553 m ü. NHN zwischen Hechingen-Bechtoldsweiler im Süden und seinem Sportplatz. Überwiegend offener Lauf in der Flur.
  - (Bach vom Stockachrain), von rechts und Norden auf rund 450 m ü. NHN gegenüber der Bodelshausener Kläranlage, 0,3 km und ca. 0,2 km².[LUBW 9] Entsteht auf etwa 485 m ü. NHN. Verläuft völlig im Rammert.
- Riedbach, linker und südwestlicher Oberlauf, 1,6 km und ca. 0,8 km².[LUBW 9] Entsteht auf etwa 538 m ü. NHN am Nordabfall des Langenharts (561 m ü. NHN[LUBW 5]) und nordwestlich von Bodelshausen-Oberhausen. Verläuft völlig im Rammert.
- Passiert gleich nach dem Zusammenfluss auf Höhen um 445 m ü. NHN eine Teichreihe links am Lauf, zusammen 0,9 ha.
- (Bach vom Nägelesbrückle), von rechts und Nordnordosten auf etwas über 440 m ü. NHN, 0,9 km und ca. 0,8 km².[LUBW 9] Entsteht auf etwas über 480 m ü. NHN in der Geländerinne vom Nägelesbrückle her südwestlich des Saurückens (540,6 m ü. NHN[LUBW 5]).
- Rußbach, von rechts und Nordwesten auf knapp 439,5 m ü. NHN[LUBW 11], 0,4 km und ca. 0,5 km².[LUBW 9] Entsteht auf knapp 460 m ü. NHN im Waldgewann Russpach (!). Ein längerer nordnordwestlicher Oberlauf ist unbeständig.
- (Bach aus dem Laubstöffel), von links und Süden auf etwa 439 m ü. NHN kurz nach dem vorigen, 0,6 km und unter 0,2 km².[LUBW 9] Entsteht auf etwa 485 m ü. NHN am Nordhang des Hohenstöffels (538,9 m ü. NHN[LUBW 5]).
Nach diesem Zufluss weitet sich die Wiesenaue des Krebsbachs deutlich aus.
- Zimmerbach, von links auf etwa 432 m ü. NHN gegenüber einem Wasserreservoir am unteren Gegenhang, 2,6 km und 2,5 km². Entsteht auf etwa 55 m ü. NHN nordwestlich von Bechtoldsweiler am Flurrand zum Waldgewann Seigen.
  - Kleiner Stöffelbach, von rechts und Osten auf etwa 460 m ü. NHN, 0,4 km und ca. 0,3 km².[LUBW 9] Entspringt auf 479,6 m ü. NHN[LUBW 11] südlich des Hohenszöffels im Waldgewann Kleiner Stöffel.
  - Hauser-Hau-Bach[LUBW 12], von links und Südwesten auf 454 m ü. NHN[LUBW 11] wenige hundert eter vor dem Austritt in die weite Talflur, 0,7 km und ca. 0,7 km².[LUBW 9] Entsteht auf knapp 500 m ü. NHN aus zwei jeweils 0,5–0,6 km[LUBW 13] langen Oberläufen, die beide auf 565–570 m ü. NHN am Hauser Hau entspringen, dem Nordabfall der Hohnwacht (570 m ü. NHN[LUBW 5]).
- Holzwiesenbach, von links und Südwesten auf etwa 427 m ü. NHN, 1,8 km und 2,04 km². Entsteht auf etwa 470 m ü. NHN an der Dachsbauhalde.
  - (Anderer Oberlauf des Holzwiesenbachs), von links und Südwesten auf etwa 442 m ü. NHN kurz vor dem Waldende unterm Gerbenhau, 1,0 km und ca. 1,0 km².[LUBW 9] Entsteht auf etwa 475 m ü. NHN im Waldgewann Zieglers Graben.
- Harbach, von links und Südwesten auf etwa 426 m ü. NHN wenig vor Rottenburg-Hemmendorf, 0,7 km und 2,1 km². Entsteht auf etwa 515 m ü. NHN im Waldgewann Langer First.
Etwa an diesem Zufluss endet das Tal im Rammert und der nun mehr und mehr nördlicher fließende Krebsbach tritt in eine landwirtschaftlich genutzte Ebene über.
- Hochwasserrückhaltebecken Hemmendorf ⊙. Weniger als 100 Meter nach dem Harbach-Zufluss durchläuft der Krebsbach seit 2012 ein Hochwasserrückhaltebecken mit einem 7,4 m hohen Erddamm, das gewöhnlich trocken liegt, bei starkem Zufluss aber bis 230.000 m³  Wasser zurückhalten kann. Der Abfluss wird gesteuert, auf der Dammkrone verläuft ein Feldweg.[LUBW 14]
- Weiherbach, von links und Südwesten auf etwa 423 m ü. NHN am oberen Ortsrand von Hemmendorf, 1,7 km und 1,0 km². Entsteht auf etwa 451 m ü. NHN östlich von Hirrlingen unweit des Sportplatzes unterm Schmalberg.

Mündung des Krebsbachs von links und zuletzt Süden auf etwa 405 m ü. NHN westlich von Rottenburg-Dettingen in den unteren Katzenbach. Der Krebsbach ist selbst 6,5 km, zusammen mit einem dominanten rechte Oberlauf Mühlbach sogar 11,4 km  lang und hat ein 23,3 km² großes Einzugsgebiet, womit er das nur 20,4 km² große Einzugsgebiet des Katzenbachs selbst bis zum Zufluss übertrifft.

## Geologie
Der Oberlauf Mühlbach entspringt in der untersten Opalinuston-Formation des Mitteljuras. Auf seinem zunächst nordöstlichen Lauf bis zum Butzensee dem südöstlichen Siedlungsrand Bodelshausens entlang folgt er bald einer Störungslinie, die den Opalinuston auf der Tiefscholle rechts gegen die Jurensismergel- bzw. die Posidonienschiefer-Formation auf der Hochscholle links versetzt. Im See kehrt er sich nach Nordwesten und durchläuft dann nacheinander im Ortsbereich die weiteren Schichten des Unterjuras – die Amaltheenton-, Numismalismergel-, Obtususton-, Arietenkalk-, Angulatensandstein- und schließlich die Psilonotenton-Formation. Im Ortskern beginnt die oberste Schicht des Mittelkeuper, der Knollenmergel (Trossingen-Formation), in dem der Mühlbach bis zum Beginn des Rammerts läuft. In diesem steht an den höheren Talflanken und auf den Höhen – unter wenigen Gipfeln darüber im Knollenmergel – der Stubensandstein (Löwenstein-Formation) an, während an den Unterhängen bald Obere Bunte Mergel (Mainhardt-Formation), Kieselsandstein (Hassberge-Formation) und Untere Bunte Mergel (Steigerwald-Formation) ausstreichen. Wenig nach dem Zusammenfluss des Krebsbachs beginnt zunächst am Auenrand ein nur schmaler Faden von Schilfsandstein (Stuttgart-Formation), der sich im weiteren Verlauf des Schellentäles nur an wenigen Stellen zu kleinen Spornverebnungsflächen erweitert, während darunter dann bald der Gipskeuper (Grabfeld-Formation) ausstreicht. Diese unterste Mittelkeuperschicht endet erst nach dem Rammert im Ortsbereich von Hemmendorf, wo sie der Lettenkeuper (Erfurt-Formation) als unterste mesozoische Schicht ablöst. Etwa einen halben Kilometer vor der Mündung steht auf dem Talgrund dann Oberer Muschelkalk an, der Bach verläuft hier in den Gewannen Oberes und Mittleres Täle in einer halben der für diese Schicht typischen Talschlingen, zuweilen bildet der kalkige Fels das Ufer.
Mit dem Einsetzen des Mittelkeupers im Ortskern von Bodelshausen beginnt der hier noch Mühlbach genannte Hauptstrang des Bachs in einem holozänen Auenlehmband zu laufen, das sich beidseits des Krebsbachs nach der Mündung des Bachs aus dem Laubstöffel im mittleren Rammert auf bis zu einem halben Kilometer Breite erweitert. Schon vor Hemmendorf wird es wieder enger und noch mehr nach dem Ort in der dort sehr schmalen, aber zunächst noch nicht sehr tief eingeschnittenen neuen Talmulde.
Im Rammert liegt an einigen Talflanken und auf einigen Höhen Lösssediment aus ebenfalls jüngerer Ablagerungszeit. Diese Schicht überdeckt auch überwiegend den Lettenkeuper und den Muschelkalk im Einzugsgebiet unterhalb von Hemmendorf.

## Natur und Schutzgebiete
Der Mühlbach ist auf seinem Weg im Unterjura bis in den Ortskern von Bodelshausen als grobmaterialreicher, danach wie auch der Krebsbach bis zu seinem Eintritt in den Muschelkalk als feinmaterialreicher karbonatischer Mittelgebirgsbach klassifiziert. Das anschließende kurze Wegstück des Krebsbach ist dann wieder grobmaterialreich.
Sein Einzugsgebiet im Rammert umfasst den größeren Teil des Landschaftsschutzgebietes Rauher Rammert, das sich mit seinem kleineren jenseits der nördlichen Wasserscheide bis an den Lauf des Katzenbachs fortsetzt.

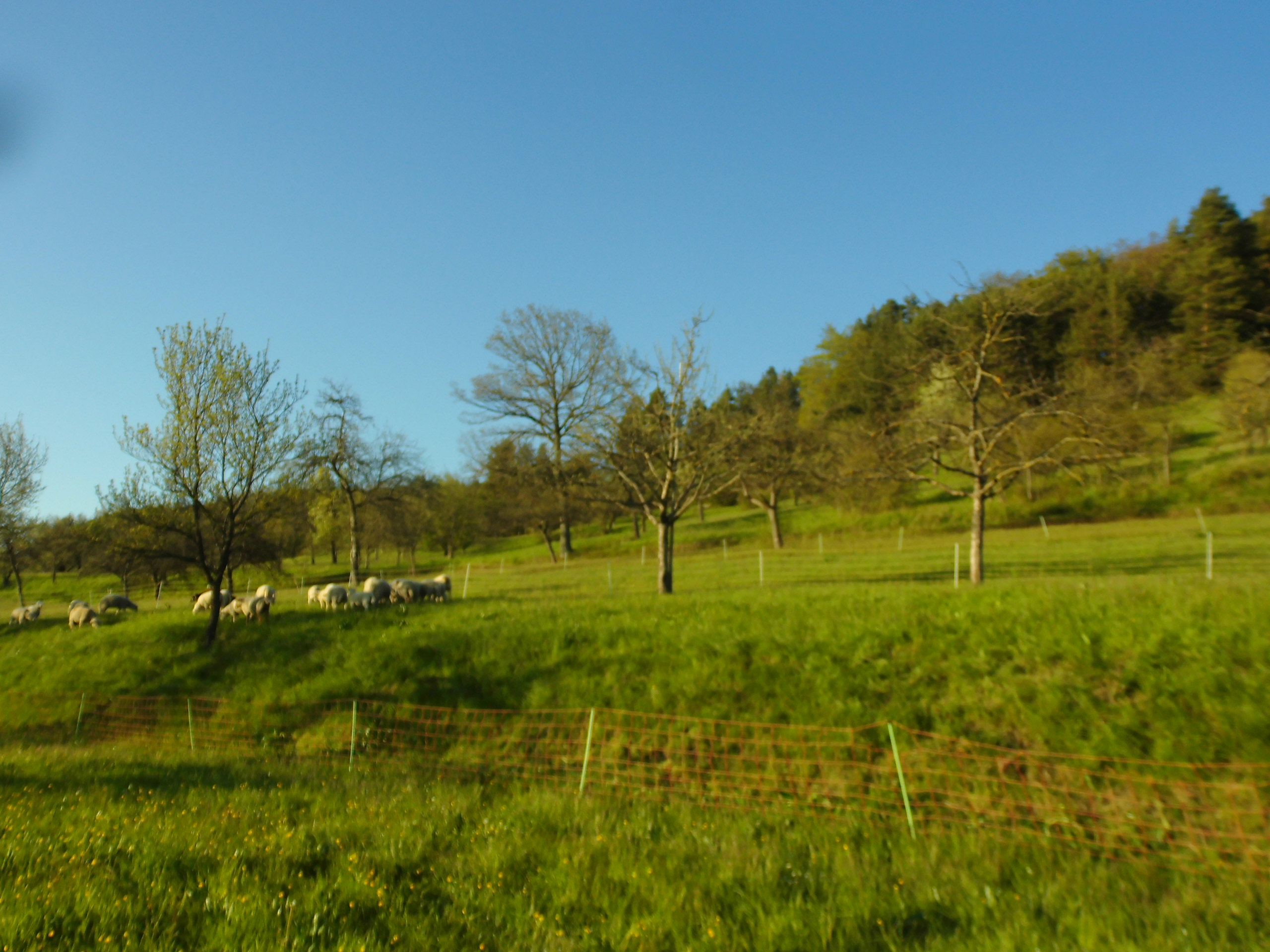
Naturschutzgebiet Vollmershalde rechts am Hang über dem Krebsbach bei Hemmendorf

Östlich von Hemmendorf liegt unter den Westspornen Herrenhäule (529,3 m ü. NHN) und Köpfle (528 m ü. NHN) des Rammert das fast einen halben Quadratkilometer große Naturschutzgebiet Vollmershalde. Es erstreckt sich im Bogen vom rechten Rand des ausgehenden Schellentäles bis zu einem Nordwesthang des Rammerts zur davor liegenden Ebene über einige Hangewanne mit der zentralen Vollmershalde, auf denen früher Wein angebaut wurde. Heute finden sich dort Trockenmauern, Magerrasenflächen und viele locker stehende Obstbäume.

## Verkehrswege
Ab dem Butzensee folgt die nahebei von der B 27 abzweigende L 389 dem Bachstrang aus Mühlbach und Krebsbach bis zur Mündung in allenfalls 200 Metern, meist aber viel geringerem Abstand. Auf dem kurzen Stück zuvor begleiten die K 7106/Kreisgrenze K 6932, die Bahnstrecke Sigmaringen–Tübingen und die Bundesstraße nebeneinander den Mühlbach.

### LUBW
Amtliche Online-Gewässerkarte mit passendem Ausschnitt und den hier benutzten Layern: Lauf und Einzugsgebiet des Krebsbachs

Allgemeiner Einstieg ohne Voreinstellungen und Layer: Daten- und Kartendienst der Landesanstalt für Umwelt Baden-Württemberg (LUBW) (Hinweise)
1. 1 2 3 4 5  Höhe nach dem Höhenlinienbild auf dem Hintergrundlayer Topographische Karte.
2. 1 2 3  Länge nach dem Layer Gewässernetz (AWGN).
3. 1 2  Einzugsgebiet aufsummiert aus den Teileinzugsgebieten nach dem Layer Basiseinzugsgebiet (AWGN).
4. ↑  Zur Begradigung vergleiche den aktuellen Lauf auf dem Hintergrundlayer Topographische Karte mit dem auf dem Messtischblatt 7519 Rottenburg (Württ.) Bietenhausen (Preuß.) von 1909
5. 1 2 3 4 5 6 7 8 9  Höhe nach schwarzer Beschriftung auf dem Hintergrundlayer Topographische Karte.
6. ↑  Seefläche nach dem Layer Stehende Gewässer.
7. ↑  Einzugsgebiet nach dem Layer Basiseinzugsgebiet (AWGN).
8. ↑  Einzugsgebiet aufsummiert aus den Teileinzugsgebieten nach dem Layer Basiseinzugsgebiet (AWGN) und dem auf dem Hintergrundlayer Topographische Karte abgemessenen Reststück bis zum Riedbach.
9. 1 2 3 4 5 6 7 8 9  Einzugsgebiet abgemessen auf dem Hintergrundlayer Topographische Karte.
10. ↑  Seefläche abgemessen auf dem Hintergrundlayer Topographische Karte.
11. 1 2 3  Höhe nach blauer Beschriftung auf dem Hintergrundlayer Topographische Karte.
12. ↑  Name der Zummerbach-Zuflüsse nach den herin übereinstimmenden Layern Gewässernetz (AWGN) und Gewässername. Da die jeweiligen Ursprungsgewanne Kleiner Stöffelbach bzw. Hauser Hau heißen, wobei allenfalls im ersten Fall das Gewann nach dem Gewässer benannt sein könnte, meiden wir zumindest im zweiten Fall die Hypallage und erlauben wir uns die durchgesperrte, orthographisch korrekte Schreibung Hauser-Hau-Bach.
13. ↑  Länge abgemessen auf dem Hintergrundlayer Topographische Karte.
14. ↑  Hochwasserrückhaltebecken nach dem Layer Stauanlage.
15. ↑  Dass der letzte Bach- und Talabschnitt im Muschelkalk liegt, geht aus der geologischen Karte nicht hervor, wohl durch die weiträumige Lösssedimentüberlagerung, die Schmalheit der Talrinne  und die unvermeidliche Generalisierung. Siehe dazu den Layer Biotop.
16. ↑  Fließgewässertyp nach dem einschlägigen Layer.
17. ↑  Schutzgebiete nach den einschlägigen Layern, Natur teilweise nach dem Layer Biotop.

### Andere Belege
1. 1 2  Friedrich Huttenlocher: Geographische Landesaufnahme: Die naturräumlichen Einheiten auf Blatt 178 Sigmaringen. Bundesanstalt für Landeskunde, Bad Godesberg 1959. → Online-Karte (PDF; 4,3 MB)
2. ↑  Geologie nach den Layern zu Geologische Karte 1:50.000 auf: Mapserver des Landesamtes für Geologie, Rohstoffe und Bergbau (LGRB) (Hinweise)